# Iinuma Yokusai
 (août 2016).
Si vous disposez d'ouvrages ou d'articles de référence ou si vous connaissez des sites web de qualité traitant du thème abordé ici, merci de compléter l'article en donnant les références utiles à sa vérifiabilité et en les liant à la section « Notes et références ».
Yokusai Iinuma (1782-1865) est un botaniste et un docteur japonais.
Iinuma a étudié la botanique sous Ono Ranzan. Il parlait le néerlandais et pratiquait la médecine occidentale. En 1856, il a publié le Somoku-zusetsu, la première encyclopédie botanique du Japon qui utilisait la classification classique (linnéenne). L'espèce de fraisier Fragaria iinumae a été nommée en son honneur.